# إكيدا
إكيدا (باليابانية: 池田町 (福井県)) هي بلدية في اليابان، وبلدة في اليابان، تقع في فوكوي، بلغ عدد سكانها 2,465  نسمة وذلك حسب إحصائيات سنة 2018، تبلغ مساحتها 194.65 كيلومتر مربع.

## توأمة
لإكيدا اتفاقيات توأمة مع:
- ميوشي